# Білий Олег Юрійович
Оле́г Ю́рійович Бі́лий (нар. 29 травня 1993, Великі Грибовичі) — український футболіст, півзахисник стрийської «Скали».

## Біографія

### Ранні роки
Вихованець львівських «Карпат». Після 6 років у СДЮШОР «Карпати» виявляв бажання продовжити навчання в академії донецького «Шахтаря», у зв'язку з чим львівський клуб звертався зі скаргою на донеччан у ФФУ. В підсумку Олег лишився в структурі «Карпат».

### Клубна кар'єра
Після завершення навчання з 2010 року грав у молодіжній команді «Карпат». Через два роки, 30 вересня 2012 тренер першої команди Ніколай Костов поставив гравця в основний склад на матч Прем'єр-ліги проти київського «Арсеналу». Після матчу болгарський фахівець так прокоментував дебют футболіста: «…Я ним задоволений. В кінці було видно, що він втомився, тому допускав помилки. Але треба врахувати і те, які сильні гравці проти нього діяли». Це був єдиний матч Білого в складі першої команди.
Улітку 2014 року футболіст проходив перегляд у першоліговому клубі «Нафтовик-Укрнафта», після чого став гравцем охтирської команди. Протягом сезону 2014/15 провів за команду 15 матчів (1 гол) у Першій лізі, а також одну гру в національному кубку.
У липні 2015 року підписав контракт з прем'єрліговою ужгородською «Говерлою», проте в першій половині сезону грав виключно за молодіжну команду.
Наприкінці липня 2016 року перейшов до складу стрийської «Скали».